# Richard-Wossidlo-Gymnasium (Ribnitz-Damgarten)
Das Richard-Wossidlo-Gymnasium ist ein Gymnasium in Ribnitz-Damgarten. Das heutige Schulgebäude befindet sich in Ribnitz-Damgarten im Stadtteil Damgarten.

## Geschichte
Das nach Richard Wossidlo benannte Gymnasium ist ein Zusammenschluss der zwei Gymnasien in Ribnitz und Damgarten. Der Schulstandort ist Damgarten.

### Ribnitzer Schule
Die Ribnitzer Schule wurde 1834 gegründet und durchlief mehrere Veränderungen der Schulart, der Schulräumlichkeiten und des Schulnamens.
Nach dem Zweiten Weltkrieg wurde die Schule zeitweilig als Lazarett genutzt und bis 1947 in eine Oberschule für Mädchen und Jungen der Klassenstufen 9 bis 12 mit Internat umgewandelt.
Am 31. März 1950 wurde die Schule nach dem Heimatforscher und Schriftsteller Richard Wossidlo benannt.
1955/1956 wurde die Ribnitzer Schule eine Erweiterte Oberschule (EOS). Ab 1982 beschränkte sich die Schülerschaft auf die Klassen 11 und 12, 1990 wurden wieder 10. Klassen aufgenommen.

### Damgartener Schule
Die Damgartener Schule geht bereits auf eine Küsterschule neben der Damgartener Kirche aus dem Jahr 1570 zurück. Die Stadt gründete 1698 eine eigene Schule. 1863 wurden dann noch ein neues Schulgebäude gebaut.
Die feierliche Eröffnung des neuen Hauptgebäudes im Stadtteil Damgarten im Juni 2002 gab den Startschuss zur Umlagerung des Gymnasialstandortes. Seit 2003 besteht die Schule nun offiziell nur noch aus dem Standort Damgarten, der unter Trägerschaft des Landkreises Nordvorpommern und des Landes Mecklenburg-Vorpommern für umgerechnet 30 Mio. € modernisiert und zum Teil neu errichtet wurde. Die Schülerzahlen schwankten in den letzten Jahren auf Grund unregelmäßig starker Geburtenjahrgänge vielfach in einer Spannweite von ca. 1200 Schülern im Jahr 2004 bis nur noch ca. 600 im Jahr 2008. Jedoch bleibt dem Richard-Wossidlo-Gymnasium Damgarten die funktionale Rolle als zentraler Gymnasialstandort nach wie vor erhalten, da gerade Schüler aus dem ländlichen Umfeld der Gemeinde Ribnitz-Damgarten hier konzentriert werden.

## Bekannte ehemalige Schüler
- Sylvia Grimm (* 1974), politische Beamtin (SPD)
- Ronny Blaschke (* 1981), Sportjournalist
- Wenke Brüdgam (* 1984), Politikerin (Die Linke)